# أرنولد ريتشاردسون
أرنولد ريتشاردسون هو لاعب كرلنغ كندي، ولد في 2 أكتوبر 1928 في إستيفن في كندا.